# Rickard Dahl
Pour les articles homonymes, voir Dahl.
Rickard Dahl (né le 5 août 1933 à Landskrona, mort le 8 août 2007) est un athlète suédois, spécialiste du saut en hauteur.

## Biographie
En 1958, Richard Dahl remporte les Championnats d'Europe, à Stockholm, en franchissant une barre à 2,12 m (record personnel). Il devance sur le podium le Tchécoslovaque Jirí Lánský et l'autre Suédois Stig Pettersson.

### Palmarès
| Date | Compétition           | Lieu      | Résultat | Marque |
| ---- | --------------------- | --------- | -------- | ------ |
| 1958 | Championnats d'Europe | Stockholm | 1er      | 2,12 m |

### Records
| Épreuve         | Performance | Lieu      | Date         |
| --------------- | ----------- | --------- | ------------ |
| Saut en hauteur | 2,12 m      | Stockholm | 24 août 1958 |